# Rhysipolis decorator
Rhysipolis decorator är en stekelart som först beskrevs av Alexander Henry Haliday 1836.  Rhysipolis decorator ingår i släktet Rhysipolis och familjen bracksteklar. Arten är reproducerande i Sverige. Inga underarter finns listade i Catalogue of Life.